# Wetterberg (Wasgau)
Der  Wetterberg ist ein 512,7 m ü. NHN hoher Berg am östlichen Rand des Wasgaus, wie der südliche Teil des Pfälzerwaldes genannt wird.

## Geographie

### Lage
Der Berg befindet sich innerhalb des Ilbesheimer Waldes, der eine Exklave der Ortsgemeinde Ilbesheim bei Landau in der Pfalz. An seinem Nordwesthang entspringt der Birnbach. Unmittelbar benachbarte Berge sind der Rehberg im Westen und der Schletterberg sowie der Rothenberg im Südosten. Durch die beiden erstgenannten besitzt er lediglich eine geringe Dominanz. Nächstgelegene Siedlungen sind Bindersbach im Nordwesten, Leinsweiler im Osten und Waldhambach im Süden.

### Naturräumliche Zuordnung
1. Großregion 1. Ordnung: Schichtstufenland beiderseits des Oberrheingrabens
2. Großregion 2. Ordnung: Pfälzisch-saarländisches Schichtstufenland
3. Großregion 3. Ordnung: Pfälzerwald
4. Region 4. Ordnung (Haupteinheit): Wasgau
5. Region 5. Ordnung: östlicher Teil des Wasgaus

## Charakteristika
Beim Wetterberg handelt es sich um einen prägnanten Kegelberg. Er ist vollständig mit Kiefern und  Edelkastanien bewaldet.

## Kultur
Im Sattel zwischen Wetterberg und Schletterberg befindet sich der Ritterstein 44 Am Tisch – Alte Geraide-Gerichtsstätte.

## Tourismus
Über den Berg führen der Themenwanderweg Pfälzer Keschdeweg sowie der zu den sogenannten Saar-Rhein-Wanderwegen zählende Weg mit der Kennzeichnung Schwarzer Punkt auf weißem Balken, der von Saarbrücken bis nach Rülzheim führt und ein mit einem gelben Balken versehener Wanderweg, der Contwig mit Germersheim verbindet. Der Gipfel liegt abseits der Wanderwege und ist ausschließlich auf Pfadspuren erreichbar. Einen möglichen Ausgangspunkt für Wanderungen stellt der Parkplatz „Windhof“ an der von Annweiler zum Trifels führenden Straße dar.